# Lala Sjöqvist
Lala Sjöqvist (Suecia, 23 de septiembre de 1903-8 de agosto de 1964) fue una clavadista o saltadora de trampolín sueca especializada en plataforma de 10 metros, donde consiguió ser medallista de bronce olímpica en 1928.

## Carrera deportiva
En los Juegos Olímpicos de 1928 celebrados en Ámsterdam (Países Bajos) ganó la medalla de bronce en los saltos desde la plataforma de 10 metros, con una puntuación de 29 puntos, tras las estadounidenses Elizabeth Becker-Pinkston y Georgia Coleman.